# 流れ星のながらじお!
『流れ星のながらじお!』（ながれぼしのながらじお）とは、東海ラジオ放送で2017年10月7日から放送され、2022年3月26日に終了したバラエティ番組である。

## 概要
2017年秋に実施された東海ラジオの大型改編に伴い、放送開始。パーソナリティは、これまで東海ラジオの番組『FINE DAYS! 流れ星の笑わさ〜すDAY!』に出演していた流れ星が起用された。

## 放送日時
- 2017年10月7日 - 2018年3月31日
  - 土曜 18:00 - 19:00
- 2018年4月7日 - 2022年3月26日
  - 土曜 23:00 - 23:30

## 出演者
- パーソナリティ - 流れ星（ちゅうえい・瀧上伸一郎）

## 主なコーナー
出典:
- お笑い ニュースの時間です!
  - 流れ星が笑えるニュースを紹介するコーナー。
- 架空リクエスト
  - ちゅうえいがリスナーが送った架空の曲のリクエストを即興で歌う。「流れ星の笑わさ〜すDAY!」から移行したコーナー。
- 大喜利で流れ星にかかってこいやぁぁぁ!
  - 大喜利コーナー。週替わりのお題で、リスナーが回答する。
- きいてよ! ひじがみさま
  - 10代 - 30代限定の電話お悩み相談コーナー。